# Rajd Polski 2002
Rajd Polski 2002 (59. Rajd Polski) – 59. edycja rajdu samochodowego Rajd Polski rozgrywanego w Polsce. Rozgrywany był od 8 do 9 czerwca 2002 roku. Bazą rajdu była miejscowość Kłodzko. Rajd był szesnastą rundą Rajdowych Mistrzostw Europy w roku 2002, i także czwartą rundą Rajdowych Samochodowych Mistrzostw Polski w roku 2002.

## Wyniki końcowe rajdu[3]
| Miejsce                        | Kierowca                     | Pilot                        | Samochód                     | Czas                         | Strata                       |                              |
| Klasyfikacja generalna i ERC   | Klasyfikacja generalna i ERC | Klasyfikacja generalna i ERC | Klasyfikacja generalna i ERC | Klasyfikacja generalna i ERC | Klasyfikacja generalna i ERC | Klasyfikacja generalna i ERC |
| ------------------------------ | ---------------------------- | ---------------------------- | ---------------------------- | ---------------------------- | ---------------------------- | ---------------------------- |
| 1                              | Janusz Kulig                 | Jarosław Baran               | Ford Focus RS WRC '01        | 2:45:09.5                    | –                            |                              |
| 2                              | Tomasz Czopik                | Łukasz Wroński               | Mitsubishi Lancer EVO VI     | 2:58:07.1                    | +12:57.6                     |                              |
| 3                              | Robert Herba                 | Dariusz Burkat               | Mitsubishi Lancer EVO VI     | 2:58:26.4                    | +13:16.9                     |                              |
| 4                              | Zbigniew Gabryś              | Maciej Baran                 | Mitsubishi Lancer EVO VI     | 2:59:20.9                    | +14:11.4                     |                              |
| 5                              | Antony Warmbold              | Gemma Price                  | Ford Focus RS WRC '01        | 2:59:32.7                    | +14:23.2                     |                              |
| 6                              | Michał Bębenek               | Grzegorz Bębenek             | Mitsubishi Lancer EVO VI     | 3:00:22.6                    | +15:13.1                     |                              |
| 7                              | Michał Sołowow               | Emil Horniaček               | Mitsubishi Lancer EVO VI     | 3:00:28.4                    | +15:18.9                     |                              |
| 8                              | Sebastian Frycz              | Maciej Wodniak               | Opel Corsa S1600             | 3:01:09.5                    | +16:00.0                     |                              |
| 9                              | Łukasz Sztuka                | Zbigniew Cieślar             | Mitsubishi Lancer EVO VI     | 3:03:33.6                    | +18:24.1                     |                              |
| 10                             | Mariusz Stec                 | Katarzyna Zglińska           | Mitsubishi Lancer EVO VI     | 3:06:14.4                    | +21:04.9                     |                              |
| Klasyfikacja Mistrzostw Polski |                              |                              |                              |                              |                              |                              |
| 1                              | Janusz Kulig                 | Jarosław Baran               | Ford Focus RS WRC '01        | 2:45:09.5                    | –                            |                              |
| 2                              | Tomasz Czopik                | Łukasz Wroński               | Mitsubishi Lancer EVO VI     | 2:58:07.1                    | +12:57.6                     |                              |
| 3                              | Robert Herba                 | Dariusz Burkat               | Mitsubishi Lancer EVO VI     | 2:58:26.4                    | +13:16.9                     |                              |
| 4                              | Zbigniew Gabryś              | Maciej Baran                 | Mitsubishi Lancer EVO VI     | 2:59:20.9                    | +14:11.4                     |                              |
| 5                              | Michał Bębenek               | Grzegorz Bębenek             | Mitsubishi Lancer EVO VI     | 3:00:22.6                    | +15:13.1                     |                              |
| 6                              | Michał Sołowow               | Emil Horniaček               | Mitsubishi Lancer EVO VI     | 3:00:28.4                    | +15:18.9                     |                              |
| 7                              | Sebastian Frycz              | Maciej Wodniak               | Opel Corsa S1600             | 3:01:09.5                    | +16:00.0                     |                              |
| 8                              | Łukasz Sztuka                | Zbigniew Cieślar             | Mitsubishi Lancer EVO VI     | 3:03:33.6                    | +18:24.1                     |                              |
| 9                              | Mariusz Stec                 | Katarzyna Zglińska           | Mitsubishi Lancer EVO VI     | 3:06:14.4                    | +21:04.9                     |                              |
| 10                             | Mariusz Woźniczko            | Radosław Banach              | Ford Escort RS Cosworth      | 3:07:21.0                    | +22:11.5                     |                              |